# Helmut Nowak
Helmut Fedor Nowak (* 19. April 1941 in Beuthen, Oberschlesien) ist ein deutscher Politiker (CDU). Von 2013 bis 2017 war er Mitglied des Deutschen Bundestages.

## Leben und Beruf
Nach einer Ausbildung zum Chemielaboranten bei Bayer arbeitete Nowak als Laborant bei den Firmen Bayer Leverkusen, Schering in Berlin. In Berlin, Köln und Bielefeld studierte er anschließend Chemie, Wirtschaft und Recht. Im Jahr 1970 wurde er Geschäftsführender Gesellschafter der Firma Meitzner & Meitzner Brillengestelle.

## Politik
Im Jahr 1982 trat Nowak in die CDU ein. Von 1989 bis 1994 war er Stadtratsmitglied in Leverkusen und von 1997 bis 2003 Vorsitzender der CDU Leverkusen. Die Mittelstands- und Wirtschaftsvereinigung (MIT) der CDU in Leverkusen führte er von 1997 bis 2010 als Vorsitzender, seit 2010 ist er ihr Ehrenvorsitzender. Im Jahr 1999 wurde er in den Bundesvorstandes der MIT gewählt, dem er bis 2015 angehörte. Seit 2008 ist Nowak Mitglied des Landesvorstandes der Ost- und Mitteldeutschen Vereinigung der CDU NRW.

## Abgeordneter
Bei der Bundestagswahl 2013 wurde Nowak über Platz 44 der CDU-Landesliste Nordrhein-Westfalen zum Mitglied des Deutschen Bundestages gewählt. Er war dabei Spitzenkandidat der Ost- und Mitteldeutschen Vereinigung Nordrhein-Westfalen für die Bundestagswahl. Im Bundestag war Nowak Mitglied im Ausschuss für Wirtschaft und Energie und stellvertretendes Mitglied im Verteidigungsausschuss. Seine Themenschwerpunkte waren der Bürokratieabbau und die Verteidigungs- und Sicherheitsindustrie. Bei der Bundestagswahl 2017 verpasste er den erneuten Einzug in den Bundestag. Bei beiden Wahlen trat er im Bundestagswahlkreis Leverkusen – Köln IV an.

## Mitgliedschaften
Helmut Nowak ist Mitglied der Landsmannschaft der Oberschlesier, Kreisgruppe Köln und nach Herbert Czaja erstes Mitglied der Landsmannschaft, das in den Deutschen Bundestag gewählt wurde.